# Ferrari P4/5
De Ferrari P4/5 by Pininfarina is een wagen die speciaal voor de Amerikaan James Glickenhaus ontworpen en gebouwd werd door Pininfarina op basis van een Ferrari Enzo. De wagen werd voor het eerst aan het publiek getoond op het Pebble Beach Concours d'Elegance in 2006.
De Ferrari P4/5 werd gebouwd op een chassis van de Ferrari Enzo en het uiterlijk is gebaseerd op de prototypes van Ferrari uit de jaren 60 zoals de Ferrari 330 P3 en Ferrari 330 P4. Jason Castriota zorgde voor het ontwerp van deze nieuwe P. Meer dan 200 onderdelen werden speciaal voor deze unieke wagen ontworpen.
De motor van de Ferrari P4/5 blijft gelijk aan die van de Enzo, maar door een iets lagere weerstandscoëfficiënt en het lagere gewicht van de P4/5 geeft Pininfarina een topsnelheid aan van 362 km/u en een 0-100 km/u sprint van 3,55 seconden.